# François Duval
|  | Per a altres significats, vegeu «François Duval (Martinica)». |

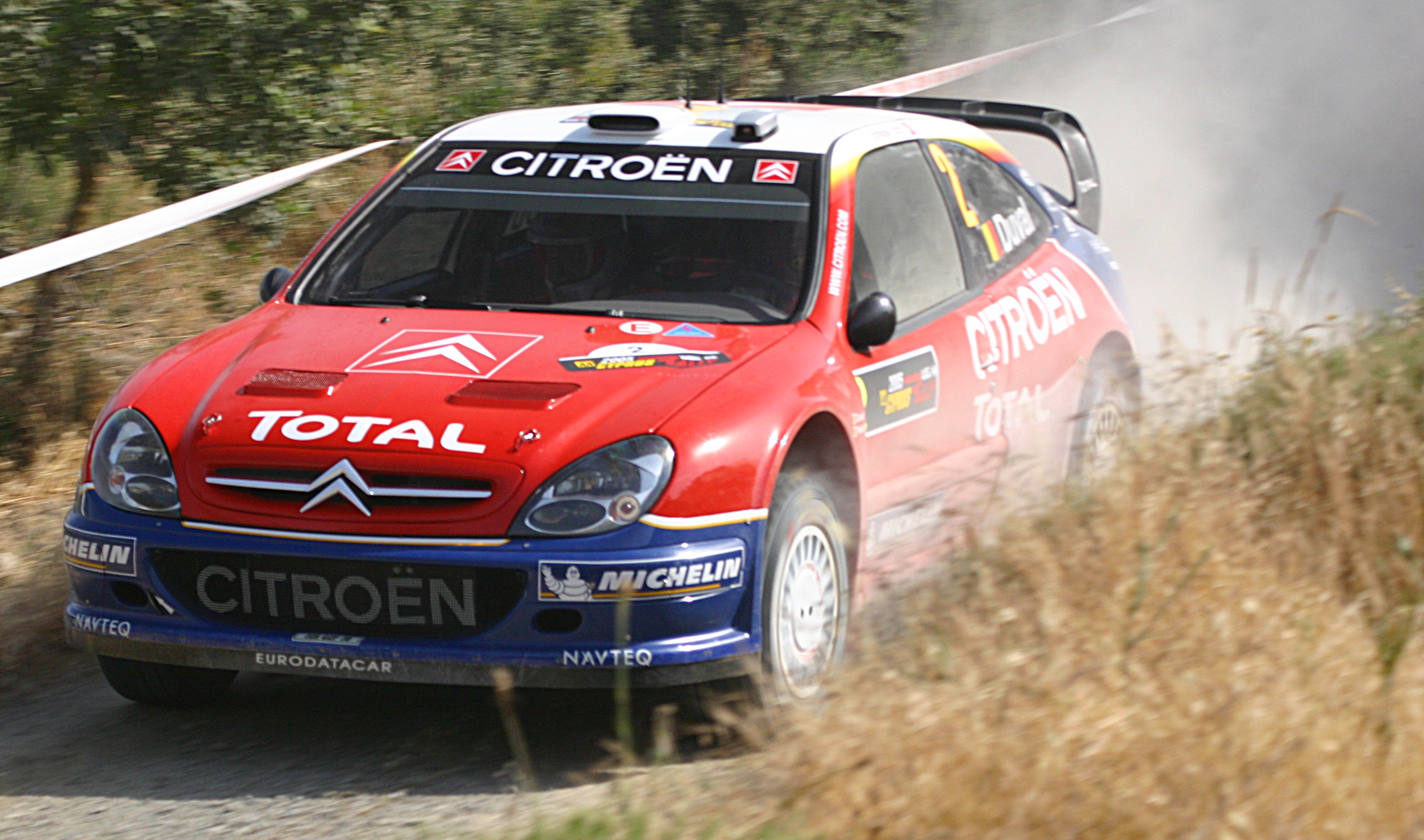
François Duval en el Ral·li de Xipre l'any 2005

François Duval (Oostende, Bèlgica, 18 de novembre de 1980) és un pilot de ral·lis belga que participava en el Campionat Mundial de Ral·lis.

## Trajectòria
L'any 1999 guanya el títol belga de la Citroën Saxo Challenge, donant posteriorment el salt a nivell internacional disputant la categoria del Campionat Mundial de Ral·lis Super 1600 l'any 2000 i el Campionat Mundial de Ral·lis júnior l'any 2001.
A partir de la temporada 2002 comença a disputar ral·lis del Campionat Mundial de Ral·lis amb l'equip Ford World Rally Team amb un Ford Focus, disputant completament les temporades 2003 i 2004, on aconseguiria diversos podis.
La temporada 2005 s'incorpora al Citroën World Rally Team, compartint equip amb Sébastien Loeb i Carlos Sainz. Duval acabaria el campionat en sisena posició, guanyant el Ral·li d'Austràlia.
Posteriorment, la temporades 2006 disputaria diversos ral·lis amb un Škoda Fabia WRC, així com el Ral·li Acròpolis del 2007, disputant aquell any tres ral·lis més amb un Citroën Xsara WRC del equip OMV Kronos Citroën WRT, aconseguint un podi al Ral·li d'Alemanya.
La temporada 2008 disputaria vuit ral·lis amb l'equip M-Sport, equip amb el que també disputaria el Ral·li d'Alemanya del 2010.

## Victòries al WRC
| # | Ral·li                       | Any  | Copilot     | Vehicle           |
| - | ---------------------------- | ---- | ----------- | ----------------- |
| 1 | 18th Telstra Rally Australia | 2005 | Sven Smeets | Citroën Xsara WRC |